# René de Voyer de Paulmy d'Argenson
René de Voyer de Paulmy, conde d'Argenson (21 de novembro de 1596 — Veneza, 14 de julho de 1651) foi um diplomata francês.

## Família
Era neto de René de Voyer, seigneur de Paulmy et de la Roche de Gennes, e de Jeanne Gueffault, dame d'Argenson. Seu pai, Pierre, foi o chefe do ramo dos condes da família d'Argenson.

## Vida
Era advogado de profissão e seu primeiro cargo foi o de conselheiro para o parlamento de Paris, depois, de intendente do exército durante a cerco de La Rochelle, intendente de justiça para o exército do Delfinado, superintendente de Poitou, embaixador, etc.
Foi encarregado pelo cardeal de Richelieu, e mais tarde pelo cardeal Mazarin, a participar de várias negociações diplomáticas, entre elas a anexação de parte da Catalunha em 1641, durante o Guerra dos Segadores. Após a morte de sua esposa se tornou sacerdote (fevereiro de 1651), mas não deixou de tomar parte nos assuntos de Estado. Em 1651 foi nomeado pelo cardeal Mazarin embaixador em Veneza, onde morreu em 14 de julho 1651. Seu filho mais velho Marc-René de Voyer de Paulmy d'Argenson o havia acompanhado até Veneza. Foi sepultado na igreja de São Jó na cidade, em uma tumba construída por Thomas Blanchet. Entre seus outros seis filhos está Pierre de Voyer d'Argenson, visconde de Mouzay, governador-geral da Nova França.

## Obras
Deixou um livro intitulado De la Sagesse chrétienne (Sobre a Sabedoria Cristã, 1640), que foi traduzido para várias línguas, e uma história da Companhia do Santo Sacramento redescoberto no século XIX.